# Acaulimalva glandulifera
Acaulimalva glandulifera là một loài thực vật có hoa trong họ Cẩm quỳ. Loài này được Krapov. mô tả khoa học đầu tiên năm 2006.